# زدنیک اشتیپانک
زدنیک اشتیپانک (چکی: Zdeněk Štěpánek؛ ‏ ۲۲ سپتامبر ۱۸۹۶ – ۲۰ ژوئن ۱۹۶۸) بازیگر اهل جمهوری چک بود.
از فیلم‌ها یا برنامه‌های تلویزیونی که وی در آن نقش داشته است، می‌توان به آزمایش و سیل اشاره کرد.